# Tomas Nydahl
Tomas Nydahl (ur. 21 marca 1968 w Linköping) – szwedzki tenisista.

## Kariera tenisowa
Najwyżej sklasyfikowany w rankingu singlistów był na 72. miejscu 4 maja 1998 roku, z kolei w zestawieniu deblistów 18 grudnia 1989 roku zajmował 103. pozycję.
W czasie trwania swojej kariery zawodowej wygrywał z takimi tenisistami, jak Tim Henman, Thomas Muster, Marcelo Ríos. Wystąpił w trzech finałach gry podwójnej zawodów z cyklu ATP World Tour, a także zwyciężył w trzynastu turniejach rangi ATP Challenger Tour (siedem w grze pojedynczej oraz sześć w grze podwójnej).

### Finały w turniejach ATP World Tour

#### Gra podwójna (0–3)
| Nazwa                        |
| ---------------------------- |
| Wielki Szlem                 |
| Igrzyska olimpijskie         |
| ATP Tour World Championships |
| ATP Masters Series           |
| ATP Championship Series      |
| ATP World Series             |

| Końcowy wynik | Nr | Data | Turniej  | Nawierzchnia    | Partner             | Przeciwnicy                 | Wynik finału  |
| ------------- | -- | ---- | -------- | --------------- | ------------------- | --------------------------- | ------------- |
| Finalista     | 1. | 1989 | Bolonia  | Ceglana         | Jörgen Windahl      | Sergio Casal Javier Sánchez | 2:6, 3:6      |
| Finalista     | 2. | 1993 | Båstad   | Ceglana         | Brian Devening      | Henrik Holm Anders Järryd   | 1:6, 6:3, 3:6 |
| Finalista     | 3. | 1997 | Szanghaj | Dywanowa (hala) | Stefano Pescosolido | Maks Mirny Kevin Ullyett    | 6:7, 7:6, 5:7 |